# Titanatemnus chappuisi
Titanatemnus chappuisi es una especie de arácnido del orden Pseudoscorpionida de la familia Atemnidae.

## Distribución geográfica
Se encuentra en Uganda y Kenia.